# Базарная
Базарная — губа на юге залива Варангер-фьорд Баренцева моря Северного Ледовитого океана. Название губы не имеет точного происхождения, однако, по мнению Н. В. Морозова она связана с птичьими базарами, которые распространены в регионе.
Находится в 1,5 км юго-восточнее мыса Хайсумуканниеми, с востока ограничена мысом Майнаволок. Губа на 1,5 км вдается вглубь суши, при этом ширина её составляет всего 300 м, а в центральной, самой широкой, части — 600 м. Кроме южной и небольшого участка западной части берега губы возвышенные, стремительно обрываются к воде, составленные из гранита и гнейсов. На юге, в месте впадения ручья в залив, расположена прибрежная низменность, покрытая кустарником. На небольшом участке западного берега находится песчаный пляж, дальше на запад от которого, протекает река из озера Исо-Суолавуоненъярви. Река и губа образуют своеобразный узкий перешеек, который дальше на север расширяется и переходит в каменистый возвышенный полуостров. К юго-востоку от губы находятся штольни, построенные в конце XIX века для добычи полиметаллических руд (свинца, серебра, кварца, цинка), залежи которых известны здесь ещё с начала XVIII века. Их исследованием занимались сначала частные предприниматели (1870) и Л. И. Подгаецкий (1890), который открыл в районе губы 4 металлические жилки. С конца XIX века штольни активно разрабатывались, здесь в начале XX века даже располагалась колония, в которой с 1894 года проживала 1 семья. По состоянию на 1897 колонию населяло 4 человека.